# Roberts Bartholow

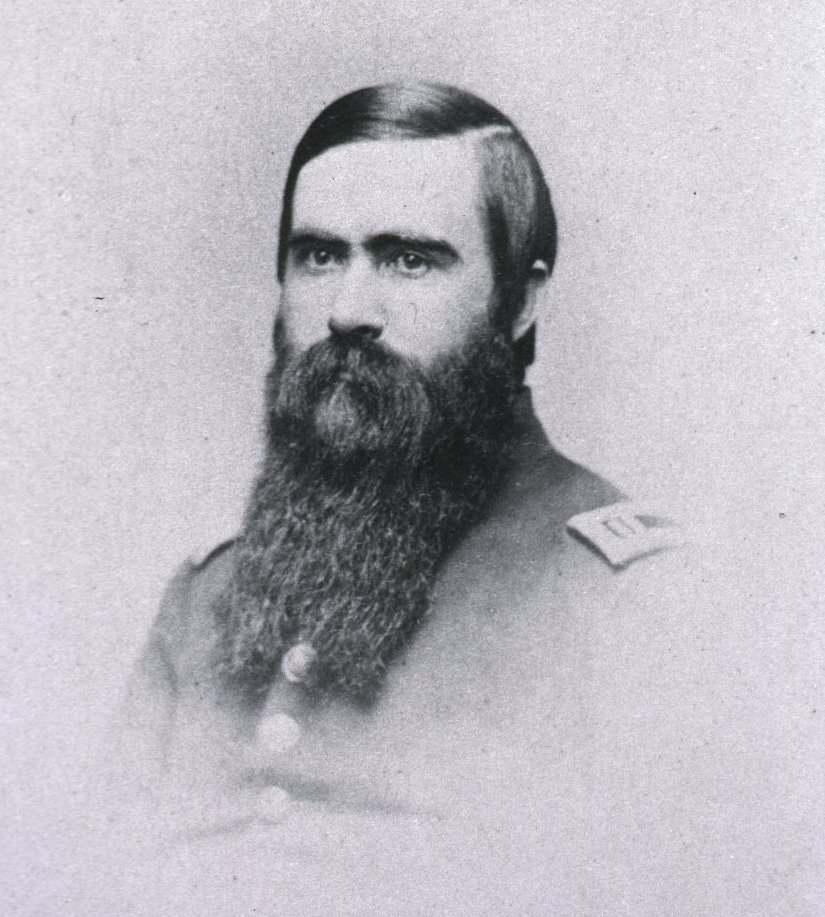
Roberts Bartholow

Roberts Bartholow (ur. 28 listopada 1831 w New Windsor, zm. 10 maja 1904 w Filadelfii) – amerykański lekarz, neurolog. 
Ukończył Calvert College w 1850, tytuł M.D. otrzymał na University of Maryland. Od 1855 do 1864 praktykował jako lekarz wojskowy. Od 1864 do 1878 wykładał w College of Ohio w Cincinnati. W 1878 został profesorem w Jefferson Medical College w Filadelfii.
W 1874 Bartholow opublikował opis swoich doświadczeń, w których drażnił prądem elektrycznym odkrytą powierzchnię mózgu u opóźnionej psychicznie pacjentki, Mary Rafferty. Naciek nowotworowy zniszczył u niej część pokrywy czaszki, odsłaniając mózgowie. Bartholow potwierdził swoim doświadczeniem teorię lokalizacyjną Ferriera. Powtarzane eksperymenty spowodowały u pacjentki napad drgawkowy i śpiączkę, z której wybudziła się po trzech dniach, ale zmarła następnego dnia. Doświadczenie Bartholowa skrytykowała American Medical Association.

## Wybrane prace
- Materia Medica and Therapeutics. New York, 1874
- Practice of Medicine (1879)
- Hypodermic Medication
- Medical Electricity (1881)
- Antagonism between Medicines and between Remedies and Diseases (1881)